# Dům čp. 207 (Štramberk)
Dům čp. 207 stojí na ulici Plaňava ve Štramberku v okrese Nový Jičín. Roubený dům byl postaven na konci 18. století. Byl zapsán do Ústředního seznamu kulturních památek ČR před rokem 1988 a je součástí městské památkové rezervace.

## Historie
Podle urbáře z roku 1558 bylo na náměstí postaveno původně 22 domů s dřevěným podloubím, kterým bylo přiznáno šenkovní právo a sedm usedlých na předměstí. Uprostřed náměstí stál pivovar. V roce 1614 je uváděno 28 hospodářů, fara, kostel, škola a za hradbami 19 domů. Za panování jezuitů bylo v roce 1656 uváděno 53 domů. První zděný dům čp. 10 byl postaven na náměstí v roce 1799. V roce 1855 postihl Štramberk požár, při němž shořelo na 40 domů a dvě stodoly. V třicátých letech 19. století stálo nedaleko náměstí ještě dvanáct dřevěných domů.
Původní roubený dům čp. 207 byl postaven na konci 18. století. V průběhu let byl několikrát opravován, v roce 1964 byla snesena roubená část se střechou a dům vystavěn nově. Na konci 20. století byl dům renovován. Objekt je příkladem napodobení původní předměstské zástavby ve Štramberku.

## Stavební podoba
Dům je přízemní roubená stavba na obdélném půdorysu, orientovaná okapovým průčelím souběžně s ulicí. Dispozice byla původně dvojdílná roubená z hrubě otesaných kuláčů. Dům je postaven na vysoké omítnuté kamenné podezdívce, která vyrovnává svahovou nerovnost, je podsklepen se dvěma vchody z ulice. Štítová průčelí mají jedno kastlíkové okno, dvě stejná okna na okapové straně a vchod. Štíty jsou svisle bedněné se dvěma okny a kabřincem nahoře a podlomenicí v patě štítu. Střecha je sedlová se dvěma vikýři. Krytinu střechy tvoří štípaný šindel. Na pravé okapové straně vede schodiště k uzavřené pavlači (verandě) a vchodu do dřevěnice. K zadní části roubenky je přistavěn zděný přístavek. V roubence se dochovala původní zděná kamna.